# Alchemilla vranicensis
Alchemilla vranicensis — вид квіткових рослин роду приворотень (Alchemilla) родини розові (Rosaceae).

## Поширення
Ендемік Боснії і Герцеговини. Відоме лише одне місце знаходження виду — гора Враниця у центрі країни.